# اردوگاه کار اجباری کراکوف-پلاشوف
اردوگاه کار اجباری کراکوف-پلاشوف (به آلمانی: Konzentrationslager Plaszow) از بزرگترین اردوگاه‌های کار اجباری نازی‌ها بود که توسط المان نازی در پلاشوف، جنوب شهر کراکوف ساخته شد.
بیشتر زندانیان یهودیان لهستانی بودند که توسط آلمان نازی در طول هولوکاست هدف نابودی قرار گرفتند. بیش از ۹ هزار یهودی در این اردوگاه  به دلیل اعدام‌ها، کار اجباری و شرایط نامناسب اردوگاه  به قتل رسیدند. این اردوگاه ۷ اردوگاه فرعی نیز داشت.
اردوگاه در ژانویه ۱۹۴۵ تخلیه شد، قبل از آزادسازی منطقه توسط ارتش سرخ در ۲۰ ژانویه.

## تاریخ
اردوگاه کار اجباری پلاشوف که در ابتدا به عنوان یک اردوگاه کار اجباری در نظر گرفته شده بود، در زمین‌های دو قبرستان یهودی سابق (از جمله قبرستان جدید یهودیان) ساخته شد. این اردوگاه با زندانیان در طول تخلیه گتو کراکوف که در ۱۳-۱۴ مارس ۱۹۴۳ صورت گرفت با اولین تبعید یهودیان Barrackenbau از گتو از ۲۸ اکتبر ۱۹۴۲ آغاز شد، پر شد.
در سال ۱۹۴۳ اردوگاه گسترش یافت و به عنوان یک اردوگاه اصلی در سیستم اردوگاه‌های کار اجباری نازی‌ها ادغام شد.

## عملیات اردوگاه

### ساختار و عملکرد
اردوگاه کار اجباری کراکوف-پلاشوف به بخش‌های متعددی تقسیم شده بود. یک منطقه جداگانه برای پرسنل اردوگاه، تأسیسات کاری، زندانیان مرد، زندانیان زن و تقسیم‌بندی بیشتر بین یهودیان و غیر یهودیان وجود داشت. اگرچه جدا شده بودند، مردان و زنان همچنان توانستند با یکدیگر تماس داشته باشند. همچنین یک سربازخانه خصوصی برای پلیس یهودی اردوگاه و خانواده‌هایشان وجود داشت. در حالی که عملکرد اصلی اردوگاه کار اجباری بود، اردوگاه همچنین محل قتل عام زندانیان اردوگاه و همچنین زندانیانی که از بیرون آورده شدند بود. اهداف اصلی افراد مسن و بیمار بودند. هیچ اتاق گاز یا کوره‌ای وجود نداشت، بنابراین قتل عام از طریق تیراندازی انجام می‌شد.

### پرسنل

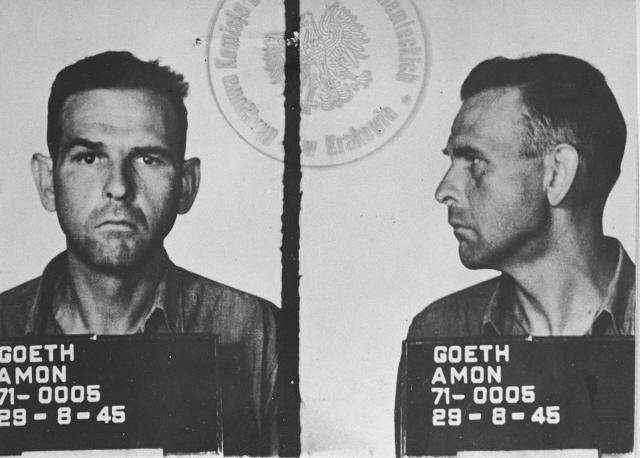
آمون گوت بعد از دستگیری در ۱۹۴۵

تحت فرماندهی آرنولد بوشر، دومین فرمانده اردوگاه، زندانیان هیچ تیراندازی یا اعدامی را تجربه نکردند. با این حال، تا سال 1943، اردوگاه به خاطر وحشت‌هایش بدنام بود. آمون گوت، یک فرمانده اس‌اس از وین، در این زمان فرمانده اردوگاه بود. او در رفتار و کشتن زندانیان سادیستی بود. «شاهدان می‌گویند او هرگز صبحانه‌اش را بدون تیراندازی به حداقل یک نفر شروع نمی‌کرد». در اولین روز فرماندهی گوت در اردوگاه، او دو پلیس یهودی را کشت و همه زندانیان اردوگاه را مجبور به تماشا کرد. در ۱۳ مارس ۱۹۴۳، او نظارت بر تخلیه گتوی کراکوف را بر عهده داشت و یهودیانی که قادر به کار بودند را به اردوگاه KL Plaszow منتقل کرد. کسانی که برای کار نامناسب تشخیص داده شدند یا به آشویتس فرستاده شدند یا در محل تیراندازی شدند. به مردم گفته شد که فرزندانشان را پشت سر بگذارند و به آنها مراقبت خواهد شد. در واقعیت، همه آنها در یک یتیم‌خانه قرار داده شدند و کشته شدند. دیگران فرزندانشان را به اردوگاه قاچاق کردند. اگر زندانی سعی می‌کرد از اردوگاه فرار کند، گوت ۱۰ زندانی را به عنوان مجازات تیراندازی می‌کرد. گوت همچنین سگ‌های دانمارکی بزرگ خود را به زندانیان رها می‌کرد اگر از ظاهر آنها خوشش نمی‌آمد.
گوت نظارت بر یک کارکنان عمدتاً غیر آلمانی داشت. این کارکنان شامل ۲۰۶ پرسنل اوکراینی اس‌اس از تراونیکی، ۶۰۰ آلمانی از اس‌اس-توتنکوپف‌وربنده (۱۹۴۳–۱۹۴۴)، و چند زن اس‌اس، از جمله گرترد هایزه، لوئیز دانز و آلیس اورلوفسکی بودند. نگهبانان زن زندانیان را به همان اندازه مردان بی‌رحمانه رفتار می‌کردند: «وقتی ما را در پلاشوف به قطار بارگیری کردند، یک زن اس‌اس به سرم ضربه زد. آنها بسیار وحشی و بی‌رحم و سادیستی بودند، بیشتر از مردان.»
پلیس یهودی توسط پرسنل اردوگاه استخدام شدند. آنها دو برابر جیره‌های سوپ غلیظ، در مقابل سوپ آبکی استاندارد، و یک قرص کامل نان غیر آلوده دریافت می‌کردند. با این حال، این مزایا با هزینه‌ای همراه بود که باید زندانیان را با شلاق‌هایی که نازی‌ها فراهم کرده بودند، شلاق می‌زدند. 
در ۱۳ سپتامبر ۱۹۴۴، گوت از سمت خود برکنار شد و توسط اس‌اس به اتهام سرقت اموال یهودیان (که طبق قوانین نازی متعلق به دولت بود)، عدم تأمین غذای کافی برای زندانیان تحت فرماندهی‌اش، نقض مقررات اردوگاه کار اجباری در مورد رفتار و مجازات زندانیان، و اجازه دسترسی غیرمجاز به سوابق پرسنل اردوگاه توسط زندانیان و افسران غیر کمیسیون شده، متهم شد. مدیریت اردوگاه توسط اس‌اس-اوبراستورمفورر آرنولد بوشر بر عهده گرفته شد. او رژیم غذایی زندانیان را با اجازه دادن به تخم‌مرغ، شکر و شیر خشک بهبود بخشید.

### قربانیان زندانی

#### زندگی در اردوگاه

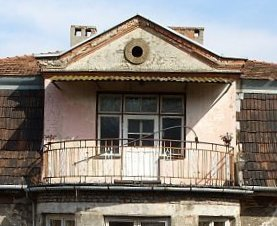
بالکن ویلای آمون گوت در پلاشوف. اگرچه گوت بی‌رحم بود و به زندانیان شلیک می‌کرد، او نمی‌توانست از این بالکن این کار را انجام دهد زیرا زمین و چیدمان زیرساخت اردوگاه این امکان را نمی‌داد. او معمولاً برای شکار انسان‌ها بیرون می‌رفت.

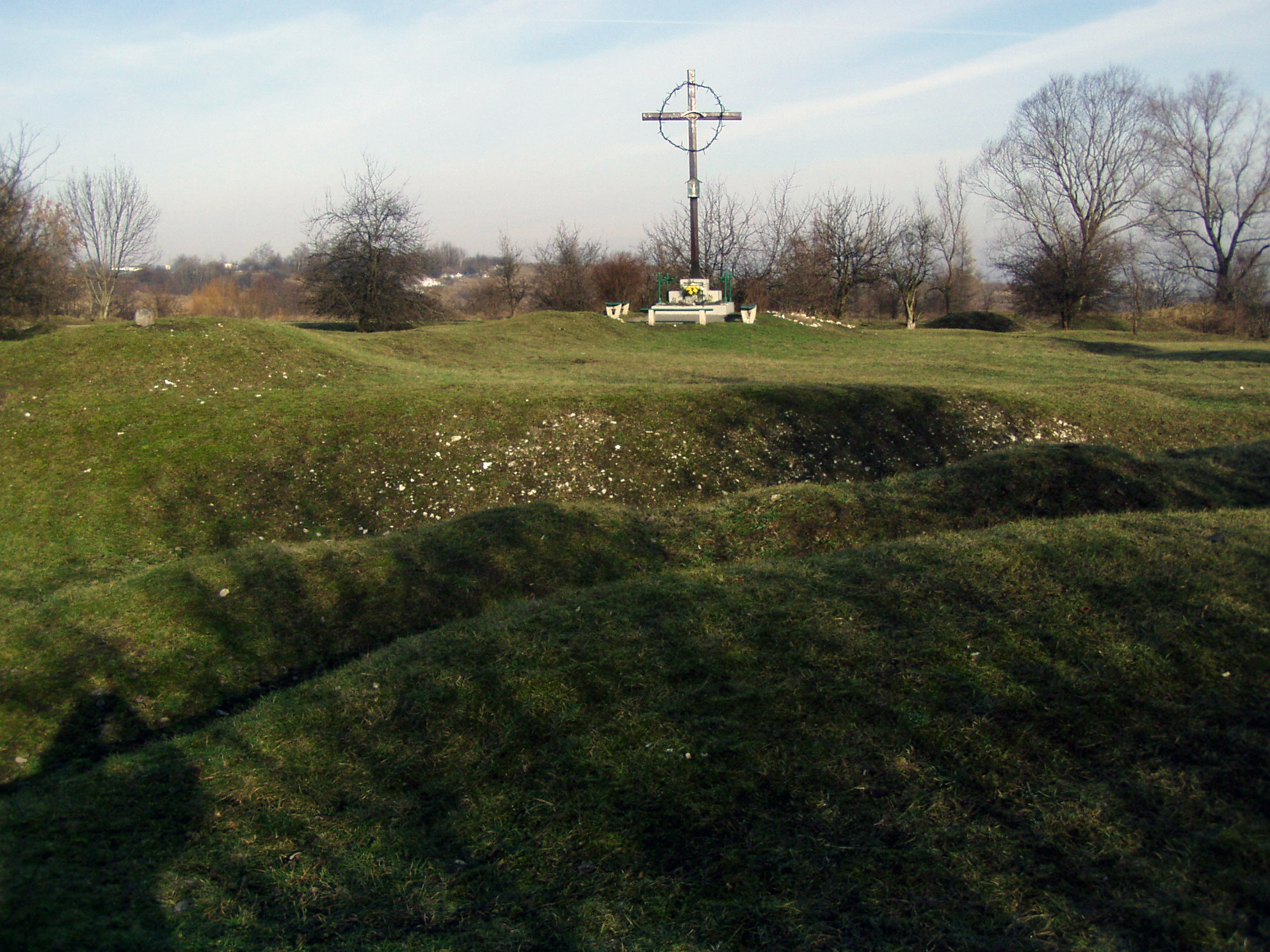
هوجوا گورکا (Hujowa Górka)

اردوگاه یک اردوگاه کار (به المانی Arbeitslager) بود که کار اجباری را به چندین کارخانه تسلیحاتی و یک معدن سنگ تأمین می‌کرد. بیشتر زندانیان یهودیان لهستانی بودند. همچنین تعداد زیادی زن و کودک نسبت به سایر اردوگاه‌ها وجود داشت. 
تعداد زیادی از زندانیان مجارستانی زن بودند. نرخ مرگ و میر در اردوگاه بسیار بالا بود. بسیاری از زندانیان از تیفوس، گرسنگی و اعدام‌ها جان خود را از دست دادند. زیرا تأسیسات کاری برای مردان طراحی شده بود، زنان شانس کمتری برای بقا داشتند. اردوگاه پلاشوف به ویژه به خاطر تیراندازی‌های فردی و جمعی که در هوجوا گورکا (Hujowa Górka) انجام می‌شد، بدنام شد: یک تپه بزرگ نزدیک به اردوگاه که معمولاً برای اعدام‌ها استفاده می‌شد. حدود ۸۰۰۰ مرگ در خارج از حصارهای اردوگاه رخ داد، با زندانیانی که سه تا چهار بار در هفته به آنجا منتقل می‌شدند. کامیون‌های پوشیده از کراکوف صبح‌ها می‌رسیدند. محکومان به یک خندق در دامنه تپه هوجوا گورکا هدایت می‌شدند، دستور داده می‌شد که لباس‌هایشان را درآورند و برهنه بایستند، و سپس تیراندازی می‌شدند. اجساد آنها سپس با خاک پوشانده می‌شد، لایه به لایه. در طول این تیراندازی‌های جمعی، همه زندانیان دیگر مجبور به تماشا بودند.
در اوایل سال ۱۹۴۴، همه اجساد از خاک بیرون آورده شدند و بر روی یک آتشدان سوزانده شدند تا بینات قتل عام از بین برود. گواهان بعداً گواهی دادند که ۱۷ کامیون خاکستر انسانی از محل سوزاندن برداشته شد و در منطقه پراکنده شد.
اگرچه غذا کمیاب بود، زندانیانی که هر تعداد زلوتی داشتند می‌توانستند غذای اضافی بخرند. یک سیستم مبادله غذا برای غذا نیز توسعه یافت. به عنوان مثال، دو وعده سوپ برابر با نصف قرص نان بود. 
وقتی گوت اطلاعیه‌ای از یک محموله جدید زندانیان دریافت می‌کرد، او تبعیدها به آشویتس را تنظیم می‌کرد. در ۱۴ مه ۱۹۴۴، گوت دستور داد همه کودکان به «مهدکودک» فرستاده شوند. این تنها پیش‌درآمدی برای تبعید به آشویتس در ۱۵ مه بود که در آنجا همه کودکان گاز گرفته شدند. 
گوت اسناد مربوط به قتل عام و اعدام‌ها را به یک عضو بلندپایه زن اس‌اس، کوماندوفوررین آلیس اورلوفسکی سپرد. او این اسناد را تا پایان جنگ در اختیار داشت و سپس ظاهراً آنها را نابود کرد. اورلوفسکی به خاطر شلاق زدن‌هایش، به ویژه به زنان جوان در چشمانشان، شناخته شده بود. در فراخوان او از میان صفوف زنان عبور می‌کرد و آنها را شلاق می‌زد.

#### کمک‌های خارجی
زندانیان همچنین می‌توانستند تا حدی به کمک‌های خارجی تکیه کنند. Jüdische Unterstützungsstelle، یک گروه حمایتی که آلمانی‌ها تحمل می‌کردند، به زندانیان غذا و کمک‌های پزشکی ارائه می‌داد. Zehnerschaft گروهی از زنان بود که همچنین از زندانیان حمایت می‌کردند. سازمان رفاه لهستانی به زندانیان لهستانی غذا می‌فرستاد و برخی از آنها با زندانیان یهودی به اشتراک می‌گذاشتند. همچنین افرادی مانند استانیسلاو دوبروولسکی، رئیس شعبه کراکوف شورای کمک به یهودیان (Żegota)، و تادئوش پانکیویچ، یک داروساز معروف، نیز به زندانیان کمک می‌کردند.

#### مجازات‌ها
گوت و دیگر پرسنل اردوگاه زندانیان را به دلایل مختلفی مجازات می‌کردند. هر عملی که به عنوان خرابکاری تلقی می‌شد، مانند قاچاق اقلام به اردوگاه، نافرمانی از دستورها، یا حمل یک تکه غذای اضافی در لباس، جرمی بود که با مرگ مجازات می‌شد. به زندانیان هشدار داده می‌شد که اگر سعی کنند فرار کنند، هر عضو خانواده‌شان و حتی غریبه‌های بی‌گناه کشته خواهند شد. از نظر روش‌های کشتن، مرگ با دار زدن روش مورد علاقه گوت بود. برای یک مجازات استاندارد، بیست و پنج ضربه شلاق به باسن زندانی گناهکار زده می‌شد.

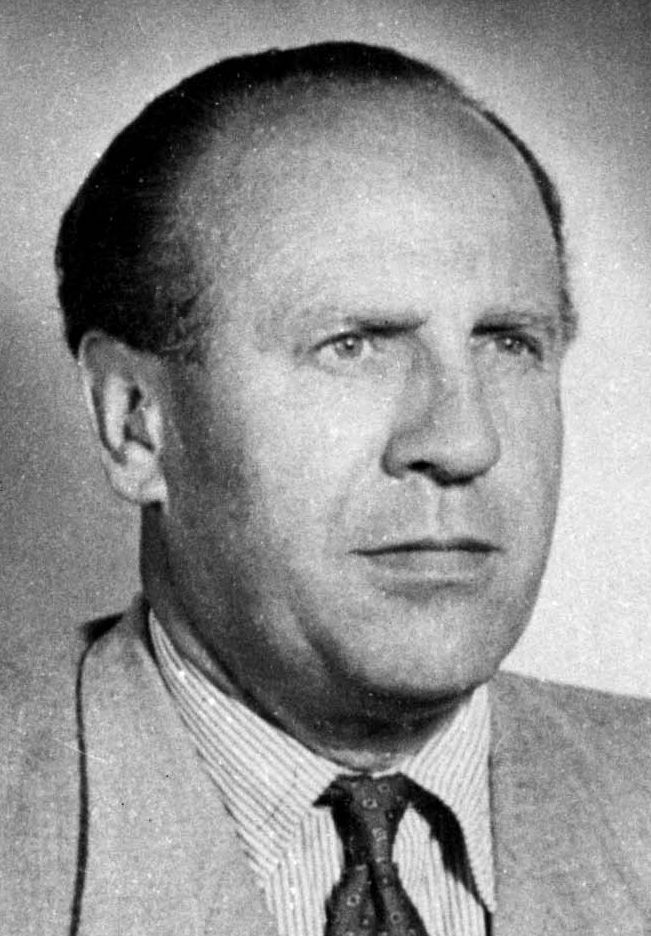
اسکار شیندلر

#### امید برای زندانیان
در حالی که زندگی روزمره زندانیان تحت سلطه ترس و گرسنگی بود، برخی از راه‌های امید به بقا وجود داشت. شایعهایی درباره پیشروی روس‌ها که منجر به آزادی اردوگاه می‌شد همیشه در جریان بود. اسکار شیندلر، عضو حزب نازی که ۱۲۰۰ یهودی را نجات داد، نیز یک شخصیت کلیدی بود. در حالی که زندانیان همیشه از تبعید به آشویتس می‌ترسیدند، یکی که همیشه مورد جستجو بود، تبعید به اردوگاه کار برونلیتز در چکسلواکی بود. این جایی بود که کارخانه مینا کاری اسکار شیندلر قرار داشت. شیندلر به خاطر مهربانی‌اش نسبت به یهودیان شناخته شده بود. او هرگز کسی را نمی‌زد، همیشه مهربان بود و اغلب در اطراف کارگران لبخند می‌زد. داشتن اقوام و دوستانی که برای شیندلر کار می‌کردند، شانس بیشتری برای قرار گرفتن در لیست تبعید داشت.

### پنهان کردن شواهد
در طول ژوئیه و اوت ۱۹۴۴، تعدادی از محموله‌های زندانیان اردوگاه پلاشوف به اردوگاههای آشویتس، اشتوتهوف، فلوسنبورگ، ماوتهاوزن و دیگر اردوگاه‌ها منتقل شدند. در ژانویه ۱۹۴۵، آخرین زندانیان و پرسنل اردوگاه در یک راهپیمایی مرگ به آشویتس اردوگاه را ترک کردند. چندین نگهبان زن اس‌اس بخشی از گروهی بودند که آنها را همراهی می‌کردند. بسیاری از کسانی که از راهپیمایی جان سالم به در بردند، پس از رسیدن کشته شدند. 
وقتی نازی‌ها متوجه شدند که روس‌ها به کراکوف نزدیک می‌شوند، اردوگاه را کاملاً برچیدند و تنها یک میدان خالی باقی گذاشتند. همه اجسادی که قبلاً در گورهای جمعی مختلف دفن شده بودند، از خاک بیرون آورده شدند و در محل سوزانده شدند. در ۲۰ ژانویه ۱۹۴۵، ارتش سرخ رسید و تنها یک تکه زمین بایر یافت.

### پیامدها
بیشتر اعداد زندانیان و کشتارها بر اساس تخمین‌ها استوار است، زیرا فهرست کارت‌های زندانیان در طول تخریب اردوگاه نابود شد. تعداد کمی از محاکمه پس از جنگ بر جنایات مرتکب شده در اردوگاه کار اجباری کراکوف-پلاشوف متمرکز بود؛ یکی از استثناها محاکمه و حکم اعدام گوت بود. دادستان‌های آلمان غربی تا اواخر دهه ۱۹۵۰ به بررسی این جنایات پرداختند.

## مطالعه بیشتر
- صداهایی درباره یهودستیزی مصاحبه با هلن جوناس از موزه یادبود هولوکاست ایالات متحده آمریکا

## نگارخانه

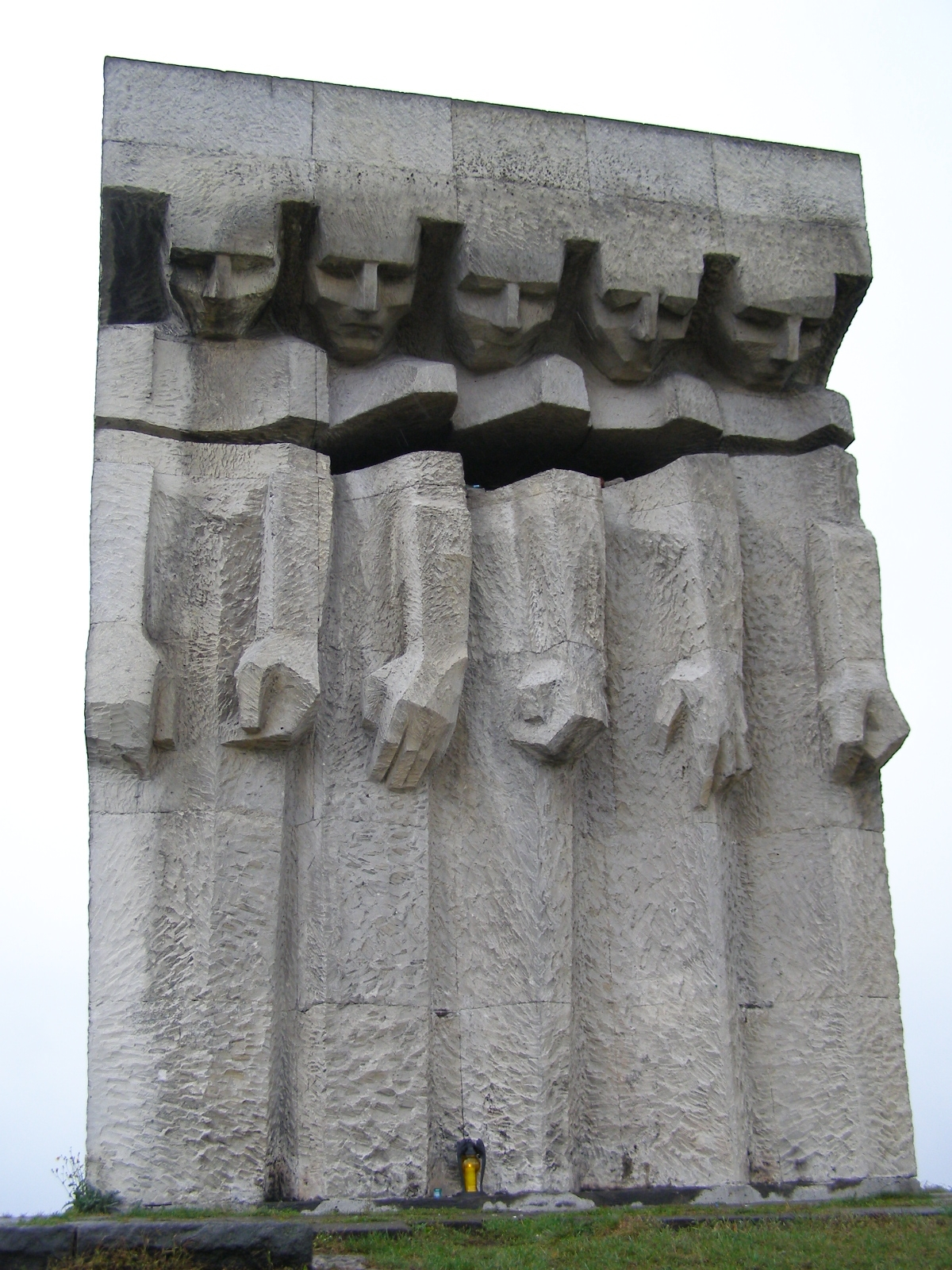
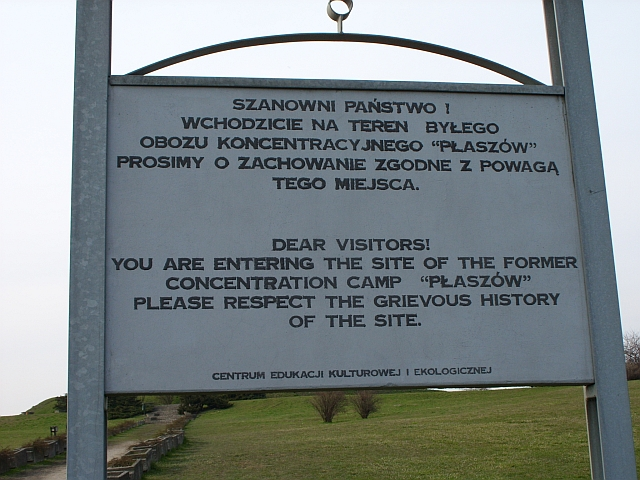